# Сакски район
Сакски район (на руски: Сакский район) се намира в западната част на Крим. Административен център е гр. Саки.
Има площ 2257 км² и население 80 964 души (2001).

### Етнически състав
(2001)
- 45,2% – руснаци
- 31,5% – украинци
- 17,5% – кримски татари
- 2,2% – беларуси
- 0,2% – молдовци
- 0,2% – поляци